# 赫尔辛基艺术节

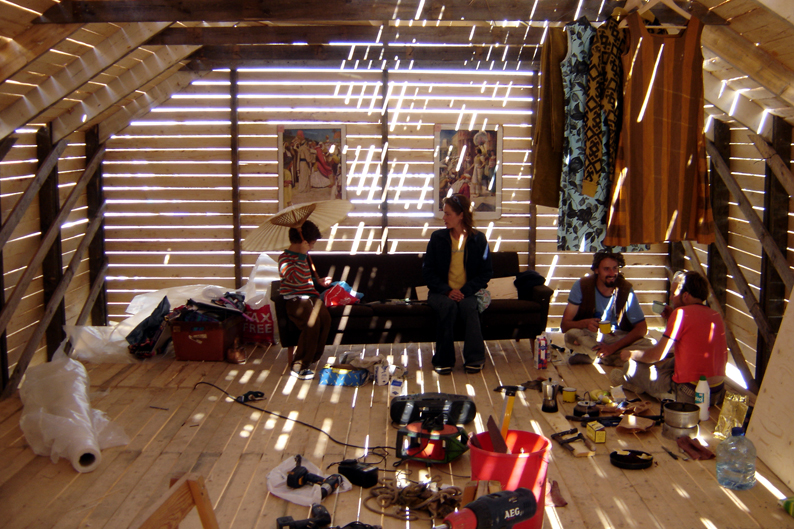
2004年赫尔辛基艺术节一个艺术表演场景

赫尔辛基艺术节（芬蘭語：Helsingin juhlaviikot）是每年八月底九月初在芬兰赫尔辛基举办的艺术节。艺术节期间举办包括多种艺术形式的艺术活动，这也是在芬兰参加人数最多的艺术节。在2017年参加艺术节里的各项活动有212,800人次。
以当前这种形式举办的艺术节是赫尔辛基市在1968年起开始举办的，目的是为了延伸和拓展当时以古典音乐为主的“西贝柳斯周”（Sibelius viikot）艺术节。最早的“西贝柳斯周”艺术节是在1951年至1965年之间举办的。
在艺术节期间有上百场艺术表演和活动。表演项目包括戏剧、音乐、舞蹈、艺术展览、马戏、电影、儿童活动及各种其他形式的艺术活动。很多国际知名艺术家也前来表演。有一些表演还可免费参加。其中一项主要活动叫做“艺术之夜”，在那个晚上赫尔辛基市的公园和街道上有很多人表演各种艺术活动。